# Diana Luna
Diana Luna (Roma, 3 settembre 1982) è una golfista italiana.

## Biografia
Da dilettante ha vinto 4 titoli italiani e il Campionato europeo juniores a squadre del 2000.
Nel 2001 è passata al professionismo. Ha vinto 5 volte sul Ladies European Tour e segnato 41 top ten in carriera. Ha effettuato 6 hole in one. Nel 2009 Diana è stata la prima italiana della storia a qualificarsi per la Solheim Cup, e la prima italiana ad aver vinto due tornei consecutivi del circuito europeo, e questo in soli 6 giorni di scarto. Diana è stata anche la prima e finora unica donna nella storia del golf a vincere un torneo di 4 giorni senza mai perdere un colpo (bogey) nell'Unicredit Ladies German Open 2011, con -24.

## Palmarès
"Vittorie e top10"
Champion DeutscheBank Ladies Swiss Open 2011

Champion Unicredit Ladies German Open 2011

Champion AIB Ladies Irish Open 2009

Champion SAS Ladies Masters 2009

Champion Tenerife Ladies Open 2004

2º Ladies Open de France 2016

2º Prague Masters 2013

2º Open de France Féminin 2012

2º Prague Masters 2012

2º RCV Australian Masters 2012

2º Open de France Féminin 2011

2º Open de France Féminin 2010

2º ABN AMRO Ladies Open 2009

2º Open de Espana Femenino 2009

2º Open de Espana Femenino 2008

3º UNIQA Ladies Golf Open 2008

3º SAS Ladies Masters 2007

3º The 18 Finest 2007

3º Tenerife Ladies Open 2005
4º Ladies Italian Open 2014
4º Dubai Ladies Masters 2013

4º World Ladies Championship 2012

4º ISPS Handa Portugal Ladies Open 2011

4º SAS Ladies Masters 2008

5º Deloiette Ladies Open 2011

5º Turkish Airlines Turkish Ladies Open 2011

5º Finnair Ladies Masters 2008

5º Volvo Cross Country Challenge 2007

5º BMW Ladies Italian Open 2004

6º Lancia Ladies Open of Portugal 2003

6º Tenerife Ladies Open 2002

7º Pegasus New Zealand Women's Open 2011

8º Open de Espana Femenino 2016

8º S4/C Wales Ladies Championship 2009

8º UNIQA Ladies Golf Open 2007

8º La Perla Italian Open 2003

9º Portugal Ladies Open 2008

10º Turkish Airlines Ladies Open 2012

10º Ladies Scottish Open 2012

10º Nykredit Masters 2007

10º Ladies Open of Portugal 2004

10º World Cup 2005

Si aggiungono 11 vittorie ai campionati femminile della Professional Golf Association of Italy 2002, 2004, 2006, 2011, 2012, 2013, 2014, 2015, 2016, 2019, 2021